# World of Warcraft: Mists of Pandaria
World of Warcraft: Mists of Pandaria je čtvrtý datadisk k MMORPG hře World of Warcraft vyvíjený společností Blizzard Entertainment. Poprvé byl představen 21. října 2011 Chrisem Metzenem na BlizzConu 2011, 21. března 2012 se pak posunul do fáze beta-testování. Oficiálně byl vydán 25. září 2012.

## Novinky
- maximální úroveň zvýšena na level 90
- nová rasa – Pandaren
- nové povolání – Monk (Mnich)
- nový kontinent – Pandarie
- nový systém talentů
- nové dungeony a raidy
- oživení starých instancí – Scholomance a Scarlet Monastery se dočkaly úprav a dostaly HC mod
- challenge dungeony
- scenario – výpravy
- pet arény ("Arény bojových mazlíčků")

## Pandaren
Pandaren je nově přidanou rasou tohoto datadisku. Hráč, který si ji vybere, bude až do 10. úrovně neutrální, poté si sám vybere, na čí stranu se přidá. Jejich mountem jsou Dračí želvy (Dragon Turtles).[zdroj?]
Má svoji startovní lokaci, kde musí hráč splnit všechny questy, aby se z ní dostal (podobně jako tomu bylo u Worgenů nebo Goblinů). Po dokončení hlavní questové linie dostane pandaren rozhodující quest, kde si zvolí, zda bude věrný Alianci nebo Hordě. Pandareni z opozičních frakcí mezi sebou nemohou komunikovat.
Pandaren má k dispozici povolání Hunter, Mage, Monk, Priest, Rogue, Shaman a Warrior, speciálními schopnostmi této rasy pak jsou:
- Epicurean ("Prožitkář") – zdvojnásobený efekt Well-fed bonusů
- Gourmand ("Gurmán") – cooking skill ("um vaření") zvýšen o 15
- Inner peace ("Vnitřní klid") – rested bonus (postavy získávají 200 % zkušeností) trvá dvakrát déle
- Bouncy – fall damage ("ublížení pádem") je o 50 % menší
- Quaking palm ("třesoucí se pěst" či "pěst zemětřesení") – omráčí protivníka na 3 sekundy

## Pandaria
Tento nový kontinent leží na jihu Azerothu mezi Kalimdorem a Eastern Kingdoms ("Východní Království"). Létat v něm je možné pouze po dosažení 90. úrovně, v tomto datadisku maximální.
Kontinent Pandaria se skládá z těchto zemí (v závorce průměrná úroveň netvorů v dané oblasti):
- The Jade Forest (85-86) s dungeonem Temple of the Jade Serpent
- Krasarang Wild (86-88)
- Valley of the Four Winds ("Údolí čtyř větrů") (86-88) s dungeonem The Stormstout Brewery, Gate Of The Setting Sun
- Kun-Lai Summit (87-89) s dungeonem Shado-Pan Monastery (dungeon - "Klášter Shado-pan")
- Townlong Steppes (88-89)
- Dread Wastes ("Pustiny děsu") (89-90)
- Vale of Eternal Blossoms ("Údolí věčných květů") (90)

## Monk
Monk (česky mnich) je novým povoláním datadisku Mists of Pandaria. Monk si může vybrat mezi těmito rolemi: tank, Melee damage ("Poškození zbraněmi na blízko"), Healer ("léčitel") (podle stance). Jako energii využívá energii Chi (jako Healer se ale vrátí k maně).
Armor proficiency:
- Cloth
- Leather

Weapon proficiency:
- Fist Weapons
- One-Handed Axes
- One-Handed Maces
- One-Handed Swords
- Polearms
- Staves

Povolání Monk je k dispozici všem rasám, kromě Goblinů pro milovníky Worgenů bylo vyhověno a nyní mohou Worgeni používat povolání Monk (Mnich).

## Talenty
Talentové stromy byly kompletně předělány a počet talentů se výrazně snížil. Na 10. úrovni si nyní hráč volí svoji roli. Může se zaměřit na obranu (tank), útok (dps) či léčení (healer). Za každou patnáctou úroveň si pak vybere jeden talent z řádku.

## Challenge dungeony
Jde o tzv. „výzvy“. Na začátku se hráči domluví, že chtějí spustit challenge. Po zabití finálního bosse pak dostanou různé odměny, při lepším čase hodnotnější.

## Scenario
Jde o jakési PvE battlegroundy, kde hráč musí plnit zadané questové linie.